# 해약환급금
해약환급금은 보험을 해지할 때 보험을 들었던 고객이 받을 수 있는 환급금을 가리키는 단어이다. 보험사에서 운영한다.

## 설명
해약환급금은 정해진 보험사의 보험 기간을 채우지 못하고 해지할 때 받을 수 있다. 이런 경우에는 보험사를 이용했던 고객이 직접 자신이 가입했었던 보험사의 홈페이지로 들어가서 확인하여 해약환급금을 받을 수 있다. 다만 해약환급금은 국세환급금과 달리 국가나 은행이 운영하는 환급금이 아니기 때문에 보험모집을 할 때 초기보험자금이 많이 소요되는 편이며 보험비도 많이 들어가기 때문에 정해진 보험기간안에 해약을 하게 된다면 그만큼 적은 돈을 환급받게 된다. 정해진 보험 계약 기간을 채우고 보험을 해지할 때는 그보다 많은 환급금을 수령할 수 있게 된다. 2000년에 대통령령에 의하여 표준환급제도가 시행되었는데 이로 인해 해약환급금의 하향선은 정해지게 되었다. 이는 보험을 초기에 고객이 해약하는 경우에는 계약자인 고객에게 유리하도록 만들어진 제도가 된다.

## 같이 보기
- 보험사
- 환급금